# Ipiranga do Piauí
Ipiranga do Piauí est une municipalité brésilienne située dans l'État du Piauí.